# Ismael de la Serna
Ismael González de la Serna (kurz Ismael de la Serna; auch Ismaël de la Serna bzw. Ismaël González de la Serna; * 6. Juni 1898 in Guadix; † 30. November 1968 in Paris) war ein spanischer Maler. Er widmete sein Schaffen unter anderem der Landschaftsmalerei und dem Stillleben.